# Gorban
Gorban – wieś w Rumunii, w okręgu Jassy, w gminie Gorban. W 2011 roku liczyła 772 mieszkańców.